# Dromtön
Dromtön o Dromtönpa Gyelwé Jungné (en tibetano: འབྲོམ་སྟོན་པ་རྒྱལ་བའི་འབྱུང་གནས་, Tolung,1004 o 1005–1064) fue el principal discípulo del maestro budista Atisha, iniciador de la escuela Kadam del budismo tibetano y fundador del Monasterio Réting y Monasterio de Key.

## Biografía
Dromtönpa nació en Tolung al inicio del período de la segunda propagación del budismo en el Tíbet. "Su padre era Kushen Yaksherpen (sku gshen yag gsher 'phen) y su madre era Kuoza Lenchikma (khu 'od bza' lan gcig ma)". El título de skugshen de su padre indica que fue una figura importante en la tradición Bon.
Se considera que Dromtön es la 45.ª encarnación de Avalokiteśvara, un importante bodhisattva y, por lo tanto, miembro del linaje temprano de los Dalai Lamas (se dice que el primer Dalai Lama fue la 51.ª encarnación).
Dromtön fundó el Monasterio Réting en 1056 en el valle de Reting Tsampo al norte de Lhasa, que se convirtió en la sede del linaje Kadampa y trajo allí algunas reliquias de Atisha.
Fue el alumno de Dromtönpa, Chekawa Yeshe Dorje, quien compiló por primera vez las enseñanzas centrales de Atisha sobre la práctica de Lojong para desarrollar la bodichita en forma escrita, como El entrenamiento mental de siete puntos .